# Lonhlupheko
Lonhlupheko är ett samhälle i kommunen Lugongolweni, i Lubombo-regionen, beläget vid en större korsning mellan huvudvägarna MR3 och MR16 i östra eSwatini. 
Lonhlupheko har omkring 1 300 invånare, fördelade på 150 hushåll. Området är halvtorrt och utsatt för torka.
I området finns tre grundskolor (Lonhlupheko, Matsetsa och St Paul’s Primary School) och tre vidaregående skolor (Matsetsa, Langa och Purity High school). 
Platsen är säte för kyrkan Gethsemane Redemption International Christian Centre, grundad av profetissan Beauty Khanyisile Dlamini. Här har också Christian Family Church en lokal församling med barnhem, förskola och ett soppkök för fattiga barn i området.